# Telipogon vampyrus
Telipogon vampyrus là một loài thực vật có hoa trong họ Lan. Loài này được Braas & Horich miêu tả khoa học đầu tiên năm 1982.